# Adam Weishaupt
Johann Adam Weishaupt, nemški filozof, pravnik, profesor, * 6. februar 1748, Ingolstadt,  † 18. november 1830, Gotha.
Bil je judovskega rodu, a vzgojen v katoliški veri. Weishaupt je 1. maja 1776 ustanovil red Iluminatov, tajne združbe s sedežem v Ingolstadtu na Bavarskem.

## Zgodnje življenje
Adam Weishaupt je bil rojen 6. februarja 1748 v Ingolstadtu v elektoratu Bavarske. Weishauptov oče Johann Georg Weishaupt (1717–1753) je umrl, ko je bil Adam star pet let. Po očetovi smrti je prišel pod varstvo njegovega botra Johanan Adama Freiherra von Ickstatta, ki je bil tako kot njegov oče profesor prava na Univerzi v Ingolstadtu. Ickstatt je bil zagovornik filozofije Christiana Wolffa in razsvetljenstva in  vplival na mladega Weishaupta s svojim racionalizmom. Weishaupt je s formalnim izobraževanjem začel pri sedmih letih let v jezuitiski šoli. Kasneje se je vpisal na univerzo v Ingolstadtu in diplomiral leta 1768 pri starosti 20 let z doktoratom iz prava. Leta 1772 je postal profesor prava. Naslednje leto se je poročil z Afro Sausenhofer Eichstätt. Po tem, ko je papež Klement XIV. zatrl Družbo Jezusa (jezuitov) v letu 1773, je Weishaupt postal profesor za cerkveno pravo (kanonsko pravo), položaj, ki so ga imeli do takrat izključno jezuiti. Leta 1775 so Weishauptu predstavili empirično filozofijo Johanna Georga Heinricha Federja iz Univerze v Göttingenu. Oba, Feder in Weishaupt sta kasneje postala nasprotnika Kantovega idealizma.

## Ustanovitelj iluminatov
Weishaupt je 1. maja 1776 v Ingolstadtu ustanovil »red Perfectibilistsov«, ki je bil pozneje bolj znan kot iluminati (razsvetljeni). V redu si je nadel ime »Brat Spartak«. Čeprav red ni bil egalitarijski ali demokratičen, je bila njegova naloga vzpostavitev nove svetovne ureditve, kar bi pomenilo odpravo vseh monarhističnih vladavin in religij.
Weishaupt je bil sprejet v prostozidarsko ložo »Theodor zum Guten Rath« v Münchnu leta 1777. Kmalu je razvil svoje gnostične skrivnosti, s ciljem »izpopolnitve človeške narave« s ponovnim izobraževanjem za doseg komunalnega stanja z naravo, prosto vladavine in organizirane religije. Začel je delati v smeri vključitve iluminatov v prostozidarstvo, s ciljem oblikovati "novo svetovno ureditev" - Novus Ordo Seclorum.
Zaradi Weishauptovega radikalnega racionalizma in besedišča je bilo razvidno, da mu to ne bo uspelo. Spisi, ki so bili prestreženi v letu 1784, so bili interpretirani kot uporniški in združba je bila leta 1784 prepovedana z odlokom vlade Karla Theodorja, volilnega kneza Bavarske. Weishaupt je izgubil položaj profesorja kanonskega prava na Univerzi v Ingolstadtu in je pobegnil na Bavarsko.

## Dejavnosti v izgnanstvu
Prejel je pomoč vojvode Ernsta II Saxe-Gotha-Altenburg (1745–1804), živel je v Gothi in pisal serijo del o illuminatih, vključno s "A Complete History of the Persecutions of the Illuminati in Bavaria" (Popolna zgodovina pregona iluminatov na Bavarskem) (1785), A Picture of Illuminism (Slika iluminizma) (1786), An Apology for the Illuminati (Opravičilo za iluminate) (1786) ter An Improved System of Illuminism (Izboljšan sistem iluminizma) (1787). Adam Weishaupt je umrl v Gothi 18. novembra 1830. Preživela ga je druga žena, Anna Maria (rojena Sausenhofer), ter njegovi otroci Nanette, Charlotte, Ernst Karl, Eduard in Alfred. Weishaupt je bil pokopan poleg svojega sina Wilhelma, ki je umrl pred njim leta 1802.